# Entidad urbana (Chile)

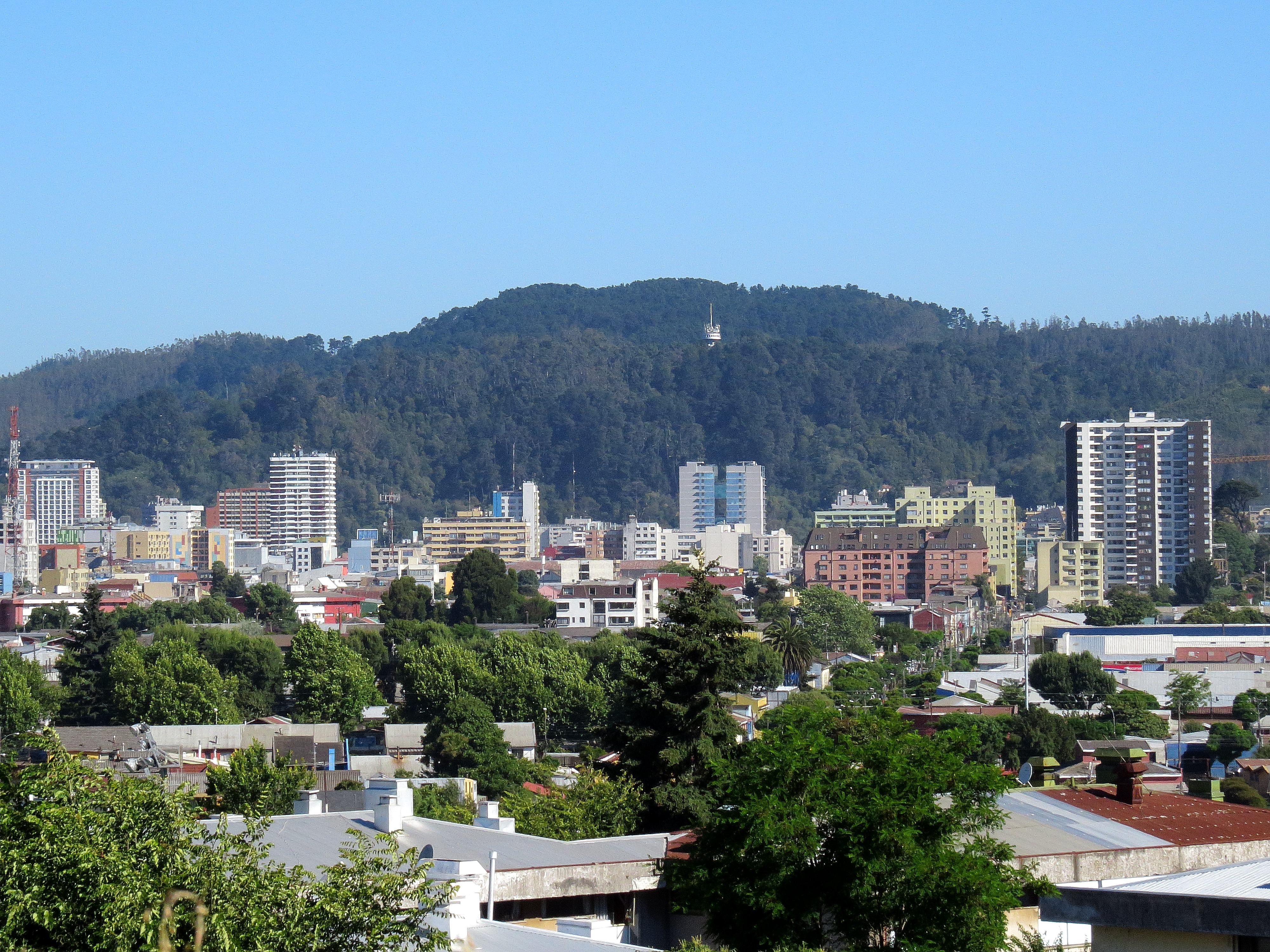
Ciudad de Concepción, perteneciente al área metropolitana del Gran Concepción, ubicada en la provincia de Concepción y la Región del Biobío.

Entidad urbana, en geografía de Chile, hace referencia a un asentamiento humano que posee concentraciones de viviendas que superan los 2000 habitantes, o que tenga entre 1000 y 2000 habitantes si es que la población que se encuentra económicamente activa, ya sea en actividades secundarias o terciarias, sea superior al 50 % de su población. También se consideran entidades urbanas a los centros turísticos que tienen más de 250 viviendas que no cumplen con el requisito de población.
El censo de 1992 clasifica a las entidades urbanas en ciudad y pueblo.

## Ciudad

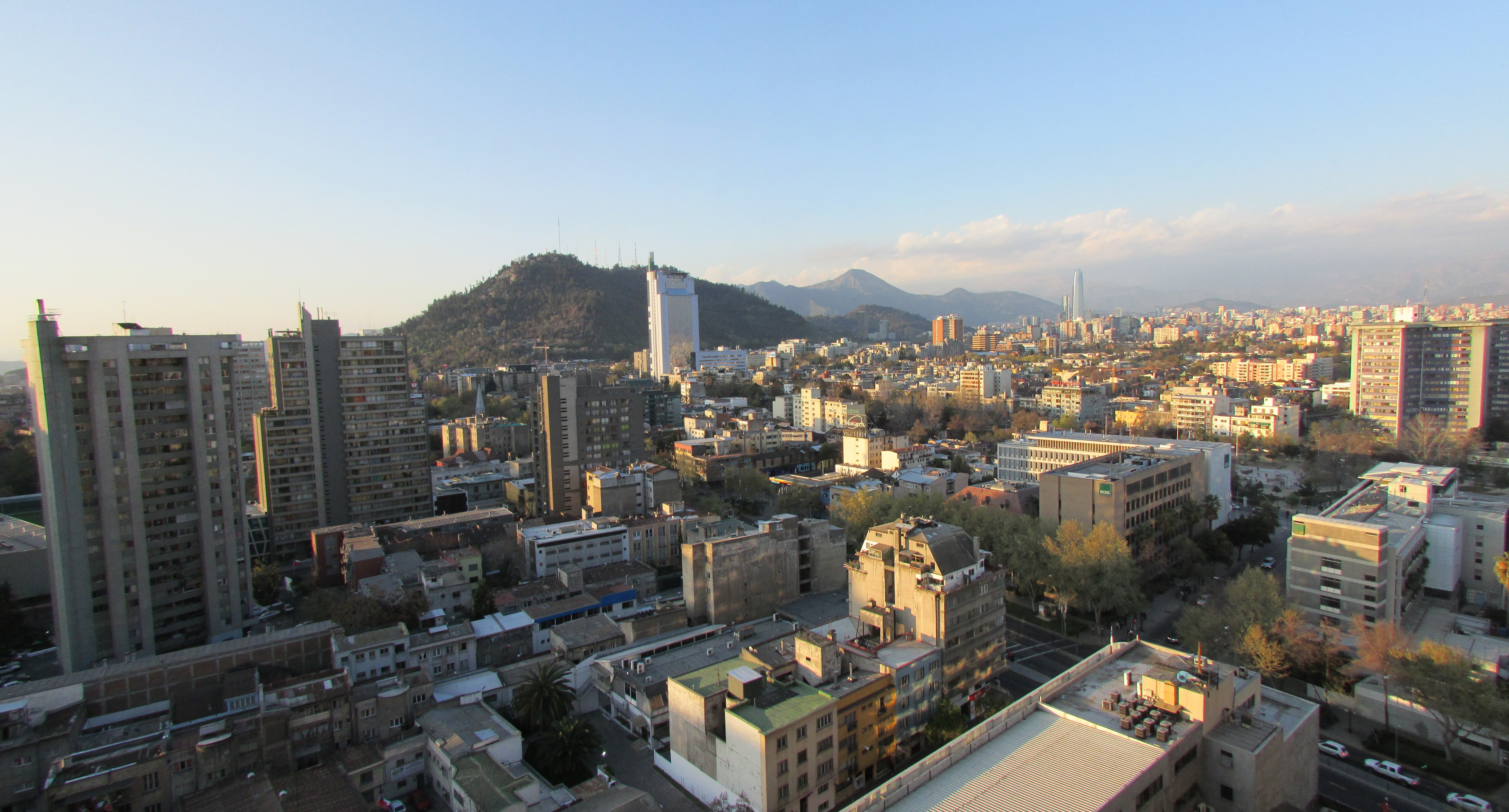
Panorámica de la ciudad de Santiago, ubicada en la región Metropolitana de Santiago.

En Chile, una ciudad es una de las dos entidades urbanas identificadas en aquel país, definida como un asentamiento humano con una población superior a 5000 habitantes. Asimismo, se asimilan a ciudades aquellos pueblos que ejerzan el rol de capital provincial o regional.

### Historia
A diferencia de otras partes de América, en Chile no hubo un desarrollo urbano durante el período precolombino, y los asentamientos poblacionales de culturas como la diaguita o las ocupaciones incas no tuvieron la organización ni el desarrollo suficientes para considerárseles auténticos centros urbanos.
Fue a partir del Descubrimiento y posterior inicio de la Conquista de Chile que la política de fundación de ciudades emanada de la Corona española tuvo su expresión en el país. La primera ciudad en fundarse fue Santiago, actual capital del país, el 12 de febrero de 1541. Conforme avanzaba la expedición española, fueron creándose nuevos centros urbanos, principalmente en la forma de fuertes de defensa. En el intertanto, surgen las ciudades de La Serena (1544) y Concepción (1550). Sin embargo, tras las continuas incursiones mapuches en el contexto de la guerra de Arauco, son abandonadas ciudades como Cañete, Nacimiento, Angol, Villarrica, La Imperial u Osorno, quedando solamente operativos los puertos de Valdivia, Ancud y Castro. En tanto, el puerto de Valparaíso se convierte en el primer asentamiento urbano surgido de manera espontánea y no como una fundación oficial. La distinción entre centros urbanos, igual que en el resto de América, se hacía entre villas y ciudades, otorgándose el título de ciudad (y las armas correspondientes) mediante Real Cédula a partir de la petición de los vecinos o de alguna autoridad local.
En el siglo XVIII, con las reformas borbónicas en marcha, se dio un nuevo auge en la fundación de ciudades. En 1713 se estableció una Junta de Poblaciones integrada por personalidades notables del entonces reino, con el objeto de planificar la creación de centros urbanos para facilitar la administración del mismo. La Junta de Poblaciones estaba integrada por el Obispo de Santiago, un Oidor y el fiscal de la Real Audiencia, un Oficial Real, un Regidor del cabildo secular y canónigo eclesiástico, incorporándose el provincial de la Compañía de Jesús, cuando se trataba de un pueblo de indios. Así, y especialmente durante las administraciones de José Manso de Velasco y Ambrosio O'Higgins, se establecieron nuevos centros urbanos tales como Quillota (1717), San Felipe (1740), San Fernando, Talca y Cauquenes (1742), Rancagua y Curicó (1743), Copiapó (1744), Linares y Constitución (1794), entre otras. Asimismo, se repoblaron ciudades abandonadas desde la conquista, como Osorno en 1792.
En el siglo XIX el proceso de creación urbana fue haciéndose escaso desde la iniciativa oficial, dándose en cambio el surgimiento de estos centros de manera espontánea. Destacan entre otros la fundación de San Bernardo y La Unión (1821), San Javier (1852) o Taltal (1878); Puerto Montt (1853) o Puerto Varas (1854) en el contexto de la Colonización Alemana; Punta Arenas (1848) para afianzar la colonización de Magallanes; y tras la Pacificación de la Araucanía, Temuco (1880), Lautaro (1881) o Gorbea (1904). Asimismo, surgen espontáneamente algunos centros urbanos a partir de poblaciones instaladas alrededor de los puertos, como Coquimbo (1867), Viña del Mar (1878) o San Antonio (1894), o de un centro productivo importante.  En esta época, se distinguían los centros urbanos en pueblos, villas y ciudades; sólo los dos últimos podían ser cabeza de una subdelegación, y una villa podía convertirse en ciudad mediante decreto del ejecutivo, o excepcionalmente por medio de una ley.
Para el siglo XX ya no hay políticas de fundación de ciudades de manera planificada, sólo existiendo casos aislados de surgimiento desde la iniciativa gubernamental, especialmente en la zona austral, como Puerto Aisén (1928), Coihaique (1929) o Puerto Natales (1911). En el Norte Grande, gracias al auge minero surgen centros urbanos privados conocidos como oficinas, que tras la crisis del '29 fueron abandonadas progresivamente, quedando Pedro de Valdivia y María Elena como únicos vestigios.
Desde un punto de vista legal, se abandona la costumbre de otorgar el título de ciudad por medio de una norma, y se establece como criterio una cantidad mínima de habitantes —en este caso 5 000—, para constituir una entidad urbana denominada «ciudad» de acuerdo al Instituto Nacional de Estadísticas, produciéndose diferencias entre lo establecido por el Instituto Nacional de Estadísticas y aquellas normas que otorgaban títulos de ciudad con anterioridad a la creación de esta institución.[cita requerida] En 2019, el mismo INE modificó el criterio, para incluir a aquellas entidades urbanas que, no superando los 5000 habitantes, fuesen asiento de capital regional o provincial, como una forma de favorecer a Puerto Williams (de apenas 2200 hbtes.) en su rol de "ciudad más austral del mundo", frente a la argentina Ushuaia (de más de 60 mil).

## Pueblo

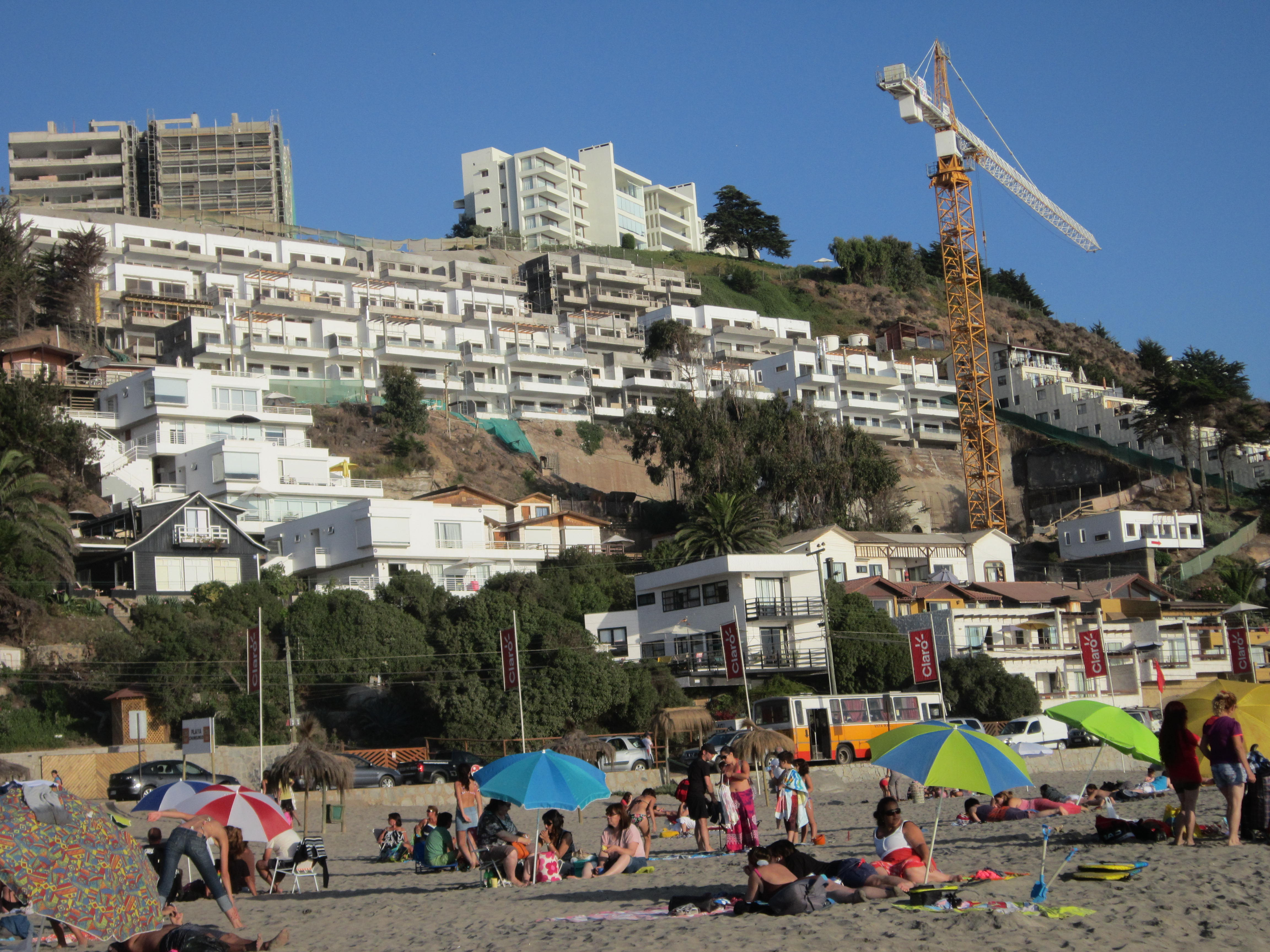
Maitencillo, pueblo de 1856 habitantes ubicado en la comuna de Puchuncaví en la Región de Valparaíso

Pueblo, en geografía, hace referencia a una de las dos entidades urbanas identificadas en Chile, definida como un asentamiento humano con una población que puede varias entre 2001 y 5000 habitantes, siempre que la población que se encuentra económicamente activa, ya sea en actividades secundarias o terciarias, sea igual o superior al 50% de su población. De forma excepcional, se asimilan a un pueblo, los centros turísticos que poseen más de 250 viviendas, que no cumplan con la cantidad mínima de población para ser consideradas como pueblos.